# Jawne (Schule)

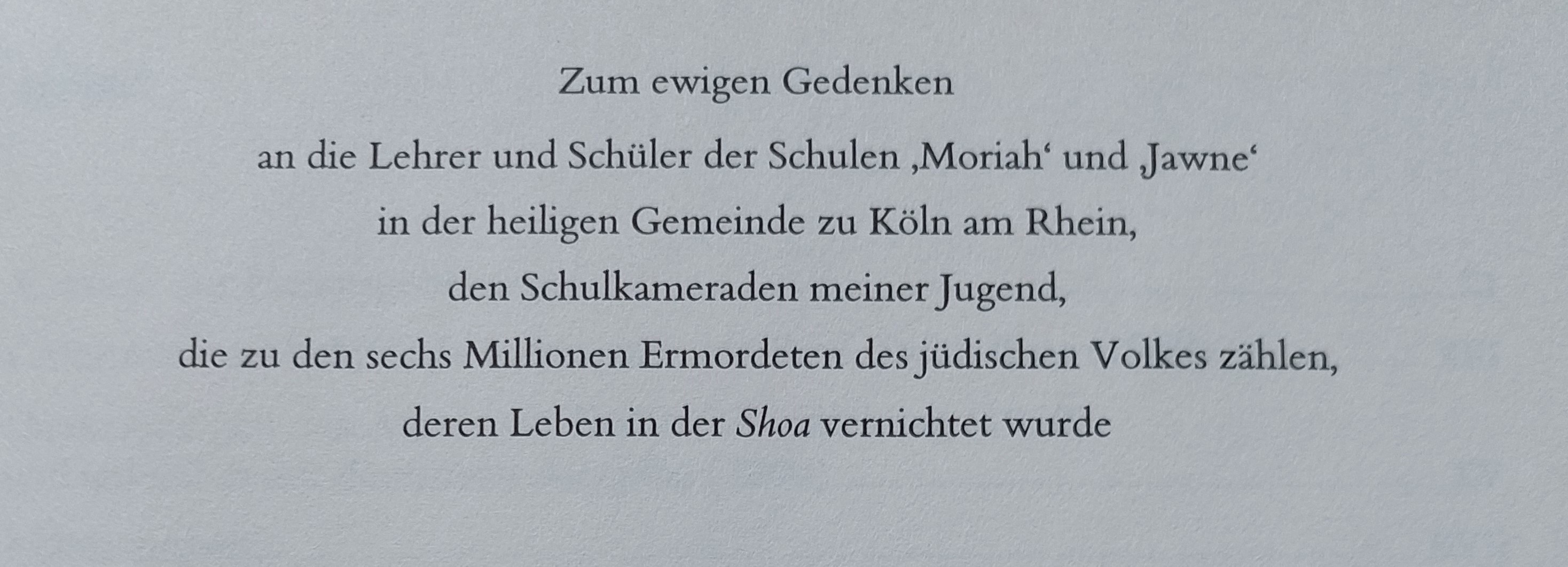
Widmung des ehemaligen Schülers Mordechai Lauber in der deutschen Übersetzung seiner historischen Abhandlung Jüdische Erziehung in Deutschland im Zeitalter der Aufklärung und der Emanzipation (2001)

Die Jawne (hebräisch: יבנה) war ein jüdisches Reformrealgymnasium in Köln.

## Name
Die Schule wurde benannt nach dem Ort Javne, der heute in der Nähe von Tel Aviv liegt, in dem der jüdische Hohe Rat, der Sanhedrin, nach der Zerstörung Jerusalems im Jahre 70 versuchte, die jüdischen Traditionen mit einer Gelehrtenschule weiter zu führen.

## Geschichte

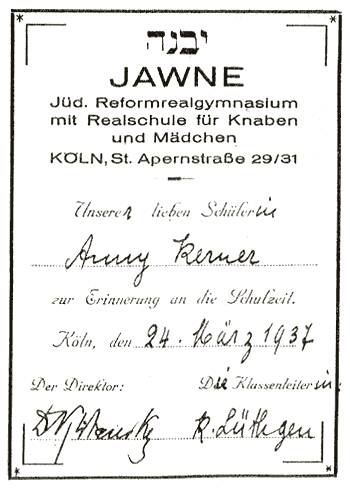
Zeugnis der Jawne, 1937

Die Jawne in Köln war die erste und einzige weiterführende jüdische Schule im Rheinland.
Sie wurde 1919 vom Rabbiner der Orthodoxen Austrittsgemeinde Adass Jeschurun,  Emanuel Carlebach (1874–1927), Bruder des Leipziger Rabbiners Ephraim Carlebach, gegründet und 1925 staatlich anerkannt. Ende der 1920er Jahre wurde sie von mehr als 400 jüdischen Schülern besucht. Der Maler Ludwig Meidner wirkte zwischen 1935 und 1939 als Zeichenlehrer an der Schule.
Der langjährige und letzte Leiter der Jawne, Studiendirektor Erich Klibansky, erkannte die nationalsozialistische Gefahr früh. Er reagierte mit Verstärkung des Englisch- und Neuhebräischunterrichts, um seine Schüler auf ein Leben außerhalb Deutschlands vorzubereiten. Bereits 1933 formulierte er illusionslos: „In welche Schule schicke ich mein Kind? Diese Frage ist heute entschieden. Man kann nicht mehr einwerfen, wir sollten nicht selbst ins Ghetto zurück, denn der Ausgliederungsprozess des deutschen Volkes gegenüber uns Juden ist in vollem Gange.“
Erich Klibansky und sein Kollegium planten nach der Reichspogromnacht 1938, die gesamte Schule nach England auszusiedeln, und organisierten dazu die Kindertransporte. Die Ausreise, per Eisenbahn und Schiff, durfte nur ohne Begleitung durch die Eltern durchgeführt werden. Es gelang ihnen somit, einen Teil ihrer Schüler nach England ausreisen zu lassen. Zumindest 130 jüdische Kinder aus Köln vermochten zu überleben. Nach Ausbruch des Zweiten Weltkrieges war dies nicht mehr möglich. Klibansky, seine Familie und die verbliebenen Schüler wurden 1942 mit mehr als 1000 anderen Kölner Juden in die Nähe von Minsk deportiert und dort ausnahmslos ermordet.

## Gedenken
Im Kölner Lern- und Gedenkort Jawne, welcher sich auf dem Gelände des zerstörten jüdischen Gymnasiums befindet, wird in Ausstellungen an die Geschichte der Schule erinnert. Zurzeit wird dort die von der Historikerin Cordula Lissner konzipierte Ausstellung „Die Kinder auf dem Schulhof nebenan“ gezeigt. Der ehemalige Schulhof konnte Dank beharrlicher Bemühungen von Kölner Bürgern 1990 in Erich-Klibansky-Platz benannt werden. Auf dem kleinen Platz wurde von einem überlebenden Schüler mit dem Löwenbrunnen ein Denkmal mit den Namen der Ermordeten gestaltet. Im November 2008 wurde die Initiative mit dem Preis Aktiv für Demokratie und Toleranz geehrt, im Dezember 2009 mit dem Kölner Bilz-Preis der Kölner Bilz-Stiftung ausgezeichnet. Der Erhalt der Gedenkstätte war 2009 gefährdet, weil die genutzten Räume nicht mehr wie bisher kostenlos vom Vermieter überlassen werden sollen, sondern der Verein eine „handelsübliche Miete“ zahlen soll. Die vielfältigen Proteste dagegen hatten Erfolg: Anfang 2010 kam es zu einer gütlichen Einigung, die Jawne erhielt eine dauerhafte Existenzgarantie.
Der Gedenkort wird von einem Arbeitskreis von etwa 20 Mitgliedern in Verbindung mit dem EL-DE-Haus betreut.
Der Landschaftsverband Rheinland würdigte dieses Engagement: Am 10. September 2013 verlieh er den beiden langjährigen Jawne-Mitarbeitern Ursula Reuter und Adrian Stellmacher stellvertretend für die Mitarbeiter des Arbeitskreises seinen Rheinlandtaler.